# Zygmunt Bauman
Zygmunt Bauman (Poznan, 19 de noviembre de 1925 – Leeds, 9 de enero de 2017) fue un sociólogo, filósofo y ensayista polaco-británico de origen judío. Su obra, que comenzó en la década de 1950, se ocupa, entre otras cosas, de cuestiones como las clases sociales, el socialismo, el Holocausto, la hermenéutica, la modernidad y la posmodernidad, el consumismo, la globalización y la nueva pobreza. Desarrolló el concepto de la «modernidad líquida», y acuñó el término correspondiente. Junto con el también sociólogo Alain Touraine, Bauman recibió el Premio Príncipe de Asturias de Comunicación y Humanidades 2010.

## Biografía
Nació en una familia humilde de polacos judíos no practicantes. Cuando Polonia fue invadida por la Alemania nazi, en 1939, su familia escapó hacia el este. En su huida del nazismo se trasladó a la Unión Soviética, donde se alistó en el primer ejército polaco, controlado por los soviéticos, trabajando como instructor en educación política. Participó en las batalla de Kolberg y Berlín. En mayo de 1945 recibió la Cruz Militar del Valor. 
Según el Instituto de la Memoria Nacional polaco, desde 1945 hasta 1953 fue un oficial político del Cuerpo de Seguridad Interna (Korpus Bezpieczeństwa Wewnętrznego, en polaco: KBW), una unidad militar formada para combatir a la insurgencia nacionalista de Ucrania y parte de los restos del Armia Krajowa. Más tarde trabajó para la inteligencia militar de 1945 a 1948. Sin embargo, la naturaleza y amplitud de su colaboración permaneció oculta, así como las circunstancias exactas bajo las cuales terminaron.
Regresó posteriormente a Polonia, donde militó en el Partido Comunista y fue profesor de filosofía y sociología en la Universidad de Varsovia antes de verse obligado a irse de Polonia en 1968 a causa de la política antisemita desarrollada por el gobierno comunista después de los sucesos de marzo de 1968. Posteriormente a su purga de la Universidad de Varsovia, enseñó sociología en países como Israel, Estados Unidos y Canadá. Desde 1971 residió en Reino Unido, donde fue profesor en la Universidad de Leeds, y, desde 1990, profesor emérito.
En una entrevista con el diario inglés The Guardian, confirmó que había sido un comunista comprometido durante y después de la Segunda Guerra Mundial, y que no lo había mantenido en secreto. Admitió que fue un error unirse al servicio de inteligencia militar a los 19 años —edad con la que ingresó también en el Partido Obrero Unificado Polaco—, donde tuvo un «aburrido» trabajo escribiendo panfletos políticos para los soldados por tres años, sin recordar haber hecho seguimiento a persona alguna. Mientras sirvió en el KBW, estudió sociología en la Academia de Ciencias Sociales y Políticas de Varsovia. Dentro del KBW tenía el rango de mayor, pero fue súbitamente dado de baja deshonrosamente en 1953, después de que su padre acudió a la embajada de Israel en Varsovia para ver si podía emigrar a Israel. Como Bauman no compartía las tendencias sionistas de su padre y fue en efecto fuertemente antisionista, su despido causó un severo aunque temporal alejamiento con su padre. Durante el período de desempleado que le siguió, completó su maestría y en 1954 comenzó a dictar clases en la Universidad de Varsovia, donde permaneció hasta 1968.[cita requerida]
Frente al incremento de la presión política conectada con una purga política liderada por Mieczysław Moczar, jefe de la Służba Bezpieczeństwa, renunció a su membresía en el Partido Obrero Unificado Polaco en enero de 1968. En marzo de ese año, empezó la purga que expulsó fuera del país a muchos comunistas polacos de ascendencia judía, incluyendo aquellos intelectuales que habían caído en desgracia ante el gobierno comunista.[cita requerida] Bauman, que había perdido su puesto en la Universidad de Varsovia, fue uno de ellos. Tuvo que renunciar a su ciudadanía polaca para que le permitiesen salir del país. Primeramente se marchó hacia Israel, en donde enseñó en la Universidad de Tel Aviv, aceptando después una cátedra de sociología en la Universidad de Leeds, donde fue jefe de departamento. Desde ese momento, publicó sus obras casi exclusivamente en inglés, su tercera lengua y su reputación creció de forma exponencial. Desde finales de la década de 1990, Bauman ejerció una influencia considerable en el movimiento antiglobalización.[cita requerida]
En el año 2011, en una entrevista con el importante semanario polaco Polityka, criticó al sionismo y a Israel, afirmando sobre las operaciones israelíes en Palestina y el terrorismo palestino que:

[...] la opresión y la humillación de la nación [Palestina] fue, es y será siempre una receta para el terrorismo, no para su erradicación. Además, estos dos fenómenos están conectados entre sí: como los políticos [israelíes] tiemblan ante la paz, porque sin una guerra y una movilización total no pueden gobernar, no sonríen en absoluto al final del terrorismo palestino. [...] Yo diría que hay retroalimentación entre extremistas israelíes y palestinos. Se necesitan mutuamente para sobrevivir, no pueden vivir unos sin los otros.

El embajador israelí en Varsovia, Zvi Bar, escribió que los comentarios de Bauman eran «medias verdades» y «generalizaciones sin fundamento».
Bauman estuvo casado con la escritora Janina Bauman (Lewinson de soltera), con quien tuvo tres hijas: la pintora Lydia Bauman, la arquitecta Irena Bauman y la educadora Anna Sfard. Bauman murió el 9 de enero de 2017 a los 91 años.

## Obra y pensamiento
El interés de la investigación de Zygmunt Bauman se enfocó en la estratificación social y en el movimiento obrero, antes de interesarse en temas más globales tales como la naturaleza de la modernidad. El período más prolífico de su carrera comenzó después de abandonar la enseñanza en Leeds, cuando se acrecentó su importancia más allá de los círculos de sociólogos profesionales con un libro que publicó acerca de la supuesta conexión entre la ideología de la modernidad y el Holocausto.
La obra de Bauman comprende 57 libros y más de 100 ensayos. Muy influido por Gramsci, nunca llegó a renegar de los postulados marxistas. Sus obras de la década de 1980 y principios de los 90 analizan las relaciones entre la modernidad, la burocracia, la racionalidad imperante y la exclusión social. Siguiendo a Sigmund Freud, concibe la modernidad europea como el producto de una transacción entre la cesión de libertades y la comodidad para disfrutar de un nivel de beneficios y de seguridad.

### El holocausto
Su más famoso libro, Modernidad y Holocausto, es un intento de dar cabal explicación de los peligros de dos tipos de miedos. Basándose en los libros de Hannah Arendt y Theodor Adorno sobre el totalitarismo y la Ilustración, desarrolló el argumento de que el Holocausto no debe ser simplemente considerado como un evento de la historia judía ni como una regresión a la barbarie premoderna. Más bien, razonó, debe considerarse que el Holocausto está profundamente conectado con la modernidad y sus esfuerzos de ordenamiento. La racionalidad procesal, la división del trabajo en tareas cada vez menores, la categorización taxonómica de diferentes especies, y la tendencia a ver la obediencia a las reglas como moralmente buena, todas ellas desempeñaron un papel en que Holocausto tuviera lugar. Bauman señaló que las sociedades modernas por esta razón no han captado por completo las lecciones del Holocausto. Este tiende a ser visto (para emplear la metáfora de Bauman) como un cuadro colgado en la pared, que poco tiene que enseñar. En el análisis de Bauman, los judíos devinieron «extraños» par excellence en Europa. La Solución Final fue pintada por él como un ejemplo extremo del intento, hecho por la sociedad, de extirpar los incómodos e indeterminados elementos que existen en ella. Tal como el filósofo Giorgio Agamben, Bauman sostuvo que los mismos procesos de exclusión que operaron en el Holocausto podrían retornar hoy, y en alguna medida ya lo han hecho.

### Modernidad «sólida» y «líquida»
Las primeras obras de Bauman fueron proyectos basados en la modernidad dentro del diseño de una mejor sociedad. Hacia 1970 y comienzos de la década de 1980, su atención cambió a cuestiones más generales y teóricas en relación con el papel de las ciencias sociales y cómo estas podrían ayudar a la sociedad. El mayor cambio en la obra de Bauman se produjo a finales de la década de 1980, con la edición de una trilogía de libros (Legisladores e intérpretes, Modernidad y Holocausto y Modernidad y ambivalencia), en los que criticaba la modernidad y proponía una visión posmoderna distópica de la sociedad. Desde entonces, Bauman editó una línea invariable de libros adicionales, donde había estado explorando su nueva perspectiva.
Zygmunt Bauman, acuñó el término de modernidad líquida a los tiempos actuales, basándose en los conceptos de fluidez, cambio, flexibilidad, adaptación, entre otros. Bauman afirma que lo “líquido” es una metáfora regente de la época moderna, ya que esta sufren continuos e irrecuperables cambios. Asimismo, lo líquido no se fija en el espacio ni se ata al tiempo, se desplaza con facilidad, no es posible detenerlo fácilmente; y todas estas son a la vez características fundamentales de las actuales rutinas diarias.
En el pasado, nos encontrábamos en un mundo predecible y controlable, uno sólido. La rutina, la visión a corto plazo, las costumbres, las colectividades eran unas de sus características. Todo este panorama empezó a “derretirse”, cambiando aquella sociedad que estaba estancada y era demasiado resistente a los cambios, por una líquida y maleable. Bauman, expone 5 ítems en los que desarrolla el concepto de modernidad líquida: emancipación, individualidad, espacio-tiempo, trabajo y comunidad.
Según Bauman, con la llegada de la modernidad todo se individualizó. Ser moderno significó estar eternamente un paso delante de uno mismo; es decir, debíamos transformarnos en lo que cada uno es. Como decía Jean Paul Sartre: «No basta con nacer burgués, hay que vivir la vida como burgués».[cita requerida] La modernidad cambió las reglas. La teoría crítica que defendía el individualismo ante el Estado que en esa época oprimía todo, ahora pasa todo lo contrario. Hoy por hoy se busca recuperar lo público, ya que lo individual ha abarcado todos los estratos. Vivimos en una sociedad de individuos porque «todo se ha individualizado». Se ha conformado un sistema tan grande que ahora cada individuo es culpable de su destino, de lo que le pasa o no. 
Aunque a Bauman se le considera un pensador «posmoderno», no le cabe el término «posmodernista», ya que utiliza los conceptos «modernidad sólida» y «modernidad líquida» para caracterizar lo que considera dos caras de la misma moneda. 
Bauman causó cierta controversia dentro de la sociología con su aseveración de que el comportamiento humano no puede explicarse primariamente por la determinación social o discusión racional, sino más bien descansa en algún impulso innato, presocial en los individuos.
Desde fines de la década de 1990, Bauman ejerció una considerable influencia sobre el movimiento altermundista.

### Vidas desperdiciadas: La modernidad y sus parias
En su libro Vidas desperdiciadas: La modernidad y sus parias, Bauman aborda la consecuencia de la modernidad que arroja desechos como resultado, en este caso «residuos humanos» producto de las migraciones y la globalización, el flujo de poblaciones no se puede reabsorber y está comenzando a ser un serio problema para diferentes partes del mundo, principalmente en países primermundistas, como los Estados Unidos y la Unión Europea. El problema de la migración se ha ido convirtiendo en uno de los principales temas de la agenda dentro del grupo hegemonía del planeta. Bauman afirma que la producción de «residuos humanos» constituye una consecuencia inevitable de la modernidad.

### Convivencia con los otros
Cómo convivir con los otros ha sido un problema omnipresente de la sociedad occidental, y Bauman presenta las principales estrategias utilizadas: la separación del otro excluyéndolo (estrategia émica), la asimilación del otro despojándole de su otredad (estrategia fágica) y la invisibilización del otro para que desaparezca del propio mapa mental.

### Sociología del cambio: sociología reflexiva
Bauman es uno de los sociólogos que plantea una nueva forma de entender la sociedad moderna, no basada necesariamente en los conformistas y los anticonformistas, sino una tercera vía, según la lógica de la sociología reflexiva, que elabora y apunta a modificar la sociedad moderna. La hipótesis de Bauman afirma que el cambio social tiene que ser un producto necesario y dinámico. Una vez comprendida la relación entre la sociedad sólida (seguridad, contenidos, valores) y la sociedad líquida (movilidad, incertidumbre, relatividad de valores), el segundo paso necesario es modificar la realidad y comprender que la vía del cambio es la única posible y la única necesaria, además del hecho de que es oportuna, para evitar los conflictos sociales y mejorar las condiciones de vida.

### Trabajo, consumismo y nuevos pobres
Para Bauman, «la cruzada por la ética del trabajo era la batalla por imponer el control y la subordinación. Se trataba de una lucha por el poder en todo salvo en el nombre, una batalla para obligar a los trabajadores a aceptar, en homenaje a la ética y a la nobleza del trabajo, una vida que ni era noble ni se ajustaba a sus propios principios de moral». La ética del trabajo era una aberrante grosería, responsabilizar a los pobres de su pobreza por su falta de disposición al trabajo y, por lo tanto, su inmoralidad y degradación personal (lo que provoca su castigo ante el pecado) es uno de los últimos servicios de la ética del trabajo a la sociedad de consumidores.
En la nueva estética del consumo, las clases que concentran las riquezas pasan a ser objetos de adoración y los «nuevos pobres» son aquellos incapaces de acceder al consumo y a la novedad del sistema capitalista. Hay que aclarar que esta analogía se hace porque en el libro el autor señala que en el pasado se discriminaba a los incapaces, es decir, a quienes no podían trabajar debido a su avanzada edad o a alguna deficiencia o discapacidad física; estas personas no podían trabajar debido a su condición y por tanto eran considerados «inmorales», ya que se percibía el trabajo como señal de «moralidad», y la sociedad no contaba con ellas. Para alcanzar los placeres de una vida «normal» se necesita dinero y los pobres se encuentran ante un escenario de consumo rapaz y con la incapacidad de solventar los estándares del consumo: «Nada calmará el dolor de la inferioridad evidente».

### Identidad en la modernidad líquida
En el planteamiento de Bauman, la búsqueda de la identidad es la tarea y la responsabilidad vital del sujeto, y esta empresa de construirse a sí mismo constituye al mismo tiempo la última fuente de arraigo. Bauman plantea que en la modernidad líquida las identidades son semejantes a una costra volcánica que se endurece, vuelve a fundirse y cambia constantemente de forma. El autor plantea que estas parecen estables desde un punto de vista externo, pero que al ser miradas por el propio sujeto aparece la fragilidad y el desgarro constante.
Según sus planteamientos, en la modernidad líquida el único valor heterorreferenciado es la necesidad de hacerse con una identidad flexible y versátil que haga frente a las distintas mutaciones que el sujeto ha de enfrentar a lo largo de su vida. La identidad se configura como una responsabilidad reflexiva que busca la autonomía del resto y la constante autorrealización y que, además, está abocada a la constante inconclusión debido a la falta de un telos en la modernidad tardía.
Entiende que la felicidad se ha transformado de aspiración ilustrada para el conjunto del género humano en deseo individual. Y en una búsqueda activa más que en una circunstancia estable, porque si la felicidad puede ser un estado, solo puede ser un estado de excitación espoleado por la insatisfacción. El exceso en los bienes de consumo nunca será suficiente.
Bauman, al plantear la modernidad líquida, se refiere al proceso por el cual el individuo tiene que pasar para poder integrarse a una sociedad cada vez más global, pero sin identidad fija, y sí maleable, voluble. La identidad se tiene que inventar, crear, se tiene que moldear máscaras de supervivencia. Llega a esta conclusión a partir del análisis histórico de los grandes cambios que ha experimentado la sociedad, en especial a partir de la lucha de clases, entre el proletariado y los dueños de los procesos de producción, a finales del siglo XIX, el desintegramiento de las sociedades colectivas, para dar paso a la individualidad en términos de ciudadanía, los cambios vertiginosos que ha provocado la globalización y el imperialismo comercial de los monopolios en contubernio con los gobiernos neoliberales, el resurgimiento de la alteridad (movimientos indígenas), el feminismo, la lucha arcaica en medio oriente, el crecimiento exponencial de la población mundial, hasta llegar a la era de las TIC, donde más se observa la problemática de la identidad en la modernidad líquida. Si antes, en el siglo XVIII, la sociedad se caracterizaba por el sentido de pertenencia del individuo muy marcado entre los distintos estratos sociales, ahora, con el auge de las redes sociales y las TIC, las identidades globales, volubles, permeables y propiamente frágiles, oscilan según la tendencia que marca el consumismo. Sin embargo, esta identidad escurridiza nos hace cada vez más dependientes del otro, y es ahí donde se encuentra la esperanza de crear condiciones de crecimiento en términos de humanidad, conciencia colectiva por el bien individual a partir del común, en copla con la naturaleza.

### La trampa de las redes sociales
Zygmunt Bauman ha criticado el impacto de la redes sociales sobre el individuo en diferentes artículos de prensa publicados poco antes de su fallecimiento. Según este sociólogo, aparentemente, las redes sociales constituyen una herramienta para crear una comunidad propia,  pero lo que realmente se genera es una comunidad «sustituta» donde no se necesitan habilidades sociales. Son áreas de confort, donde no hay diálogo real ya que  la comunidad creada se realiza a medida del individuo, y por tanto no existe la controversia o el conflicto. Así, su colectivo es seleccionado según necesidad, de forma que es fácilmente escogido o eliminado con un simple clic de ratón y el  capital afectivo que se medirá por el «número de contactos» que se tiene en las distintas cuentas de Facebook, Twitter e Instagram, entre otras.
Así, el diálogo en las redes sociales sería un lugar para encerrarse de forma confortable y «escuchar el eco de la propia voz». En la actualidad,  pertenecer  a una red social puede ayudar a mejorar la sensación de soledad que tiene el individuo, debido al escenario de gran individualización en el que se vive, pero constituyen una verdadera trampa, ya que realmente no hay una mayor sociabilización de la persona.
Bauman, dentro de su concepto de modernidad líquida, distinguirá entre el concepto de grupo y enjambre. Los enjambres, se diferencian de los grupos porque no incluyen herramientas de supervivencia. Se asocian y se dispersan en diversas ocasiones por determinados temas relevantes que van cambiando, atraídos por objetos, variables y en movimiento. Este concepto de enjambre ha sido extrapolado por algunos autores, a la audiencia social que forma Twitter. Los distintos usuarios se comportan como un enjambre social y no como la definición de grupo, uniéndose para acontecimientos muy variados, sin una identidad importante y actúan en el escenario de ese concepto «líquido» que define Bauman.
Por otro lado, a pesar de la utilidad que han tenido algunas redes sociales en distintos movimientos políticos como en la Primavera Árabe o los indignados, las redes sociales permiten identificar a los disidentes fácilmente por parte del poder. Bauman las califica de «lugares donde la vigilancia es voluntaria y autoinfligida».
Todas estas críticas se ajustarían a su concepto de «modernidad líquida», donde la integración de la persona se realiza en una sociedad global pero sin identidad fija, obligando a una adaptación continua, por lo que se depende continuamente de la presencia del otro que ratifica nuestra identidad y nos permite «ser vistos».

## Premios
Bauman fue galardonado con los siguientes premios:
- 1989: Premio Europeo Amalfi de Sociología y Ciencias Sociales (Italia).
- 1998: Premio Theodor W. Adorno de la ciudad de Fráncfort (Alemania).
- 2010: Premio Príncipe de Asturias de Comunicación y Humanidades.[4]